# 토라에피칠리
토라에피칠리(이탈리아어: Tora e Piccilli)는 이탈리아 캄파니아주 카세르타도에 있는 코무네이다.
나폴리로부터 북서쪽으로 60km 카세르타로부터 북서쪽 40km에 위치한다.